# Pedro Cayco
Pedro Cayco (10 maggio 1932) è un nuotatore filippino, che ha partecipato alle Olimpiadi di Melbourne 1956, gareggiando nei 100m dorso.
Ai III Giochi asiatici, ha partecipato vincendo 1 argento nella Staffetta 3x100 mista.
Era il fratello dell'anch'esso nuotatore olimpico Jacinto Cayco.